# Шутино
Шутино — село в Катайском районе Курганской области. Административный центр Шутинского сельсовета.

## История
До 1917 года центр Крестовской волости Камышловского уезда Пермской губернии. По данным на 1926 год село Шутинское состояло из 538 хозяйств. В административном отношении являлось центром Шутинского сельсовета Катайского района Шадринского округа Уральской области.

## Население
| 1989 | 2002 | 2010 |
| ---- | ---- | ---- |
| 758  | ↘504 | ↘336 |

По данным переписи 1926 года в селе проживало 2632 человека (1254 мужчины и 1378 женщин), в том числе: русские составляли 100 % населения.